# Đắk Song
Đắk Song là một huyện thuộc tỉnh Đắk Nông, Việt Nam.

## Địa lý
Huyện Đắk Song nằm ở trung tâm tỉnh Đắk Nông, có vị trí địa lý:
- Phía đông giáp các huyện Đắk Glong và Krông Nô
- Phía tây giáp huyện Tuy Đức
- Phía nam giáp thành phố Gia Nghĩa
- Phía bắc giáp huyện Đắk Mil và Campuchia.

Huyện có diện tích 807,76 km², dân số năm 2007 là 46.382 người, mật độ dân số đạt 57 người/km².
Huyện lỵ của huyện là thị trấn Đức An nằm trên quốc lộ 14, cách thành phố Gia Nghĩa 36 km về phía bắc và cách thành phố Buôn Ma Thuột 86 km về phía tây nam.

## Hành chính
Huyện Đắk Song có 9 đơn vị hành chính trực thuộc, gồm thị trấn Đức An và 8 xã: Đắk Hòa, Đắk Môl, Đắk N'Drung, Nam Bình, Nâm N'Jang, Thuận Hà, Thuận Hạnh, Trường Xuân.

## Lịch sử
Huyện Đắk Song được thành lập vào ngày 21 tháng 6 năm 2001 trên cơ sở toàn bộ diện tích tích tự nhiên và dân số của 2 xã: Trường Xuân, Đắk Rung thuộc huyện Đắk Nông và 3 xã: Thuận Hạnh, Đăk Môl, Đắk Song thuộc huyện Đắk Mil.
Khi mới thành lập, huyện trực thuộc thuộc tỉnh Đắk Lắk có 80.811 ha diện tích tự nhiên và 28.380 nhân khẩu với 5 xã trực thuộc, bao gồm 5 xã: Đắk Môl, Đắk Rung, Đắk Song (huyện lỵ), Thuận Hạnh và Trường Xuân.
Ngày 26 tháng 11 năm 2003, Quốc hội ban hành Nghị quyết 22/2003/QH11 chia tỉnh Đắk Lắk thành 2 tỉnh: Đắk Lắk và Đắk Nông, huyện Đắk Song thuộc tỉnh Đắk Nông với 5 xã nói trên.
Ngày 6 tháng 6 năm 2005, Chính phủ ban hành Nghị định 70/2005/NĐ-CP.Theo đó: 
- Thành lập xã Nâm N'Jang trên cơ sở 17.086 ha diện tích tự nhiên và 5.449 nhân khẩu của xã Đắk Rung.
- Xã Đắk Rung (sau khi đổi tên thành xã Đắk N'Drung) có 17.086 ha diện tích tự nhiên và 5.449 nhân khẩu.

Ngày 22 tháng 11 năm 2006, thành lập xã Đắk Hòa trên cơ sở điều chỉnh 11.509 ha diện tích tự nhiên và 3.070 người của xã Đắk Môl.
Huyện Đắk Song có 80.776 ha diện tích tự nhiên và 42.606 nhân khẩu với 7 đơn vị hành chính cấp xã, bao gồm 7 xã: Đắk Song, Đắk Môl, Đắk Hoà, Thuận Hạnh, Trường Xuân, Đắk N'Drung và Nâm N'Jang.
Ngày 18 tháng 10 năm 2007, Chính phủ ban hành Nghị định 155/2007/NĐ-CP. Theo đó:
- Thành lập thị trấn Đức An-thị trấn huyện lỵ của huyện Đắk Song trên cơ sở điều chỉnh 768 ha diện tích tự nhiên với 3.180 người của xã Đắk Song và 525 ha diện tích tự nhiên với 1.143 người của xã Nâm N'Jang, thị trấn Đức An có 1.293 ha diện tích tự nhiên và 4.323 nhân khẩu.
- Thành lập xã Thuận Hà trên cơ sở điều chỉnh 2.448 ha diện tích tự nhiên với 2.743 người của xã Đắk Song, 390 ha diện tích tự nhiên với 188 người của xã Đắk N'Drung và 2.805 ha diện tích tự nhiên với 722 người của xã Thuận Hạnh, xã Thuận Hà có 5.643 ha diện tích tự nhiên và 3.653 nhân khẩu.
- Xã Đắk Song (sau khi đổi tên thành xã Nam Bình) còn lại 8.058 ha diện tích tự nhiên và 5.454 nhân khẩu.

Như vậy, huyện Đắk Song có 80.776 ha diện tích tự nhiên và 46.382 nhân khẩu với 9 đơn vị hành chính cấp xã, bao gồm thị trấn Đức An và 8 xã: Thuận Hạnh, Nam Bình, Thuận Hà, Đắk N'Drung, Nâm N'Jang, Đắk Mol, Trường Xuân, Đắk Hoà giữ ổn định như hiện nay.